# اسلام‌آباد لندی
اسلام‌آباد لندی یا نوری اسلام‌آباد روستایی در دهستان تفتان جنوبی بخش مرکزی شهرستان تفتان استان سیستان و بلوچستان ایران است.

## جمعیت
بر پایه سرشماری عمومی نفوس و مسکن در سال ۱۳۹۵ جمعیت این روستا کمتر از ۳ خانوار بوده‌است.